# Бібліографічний інститут

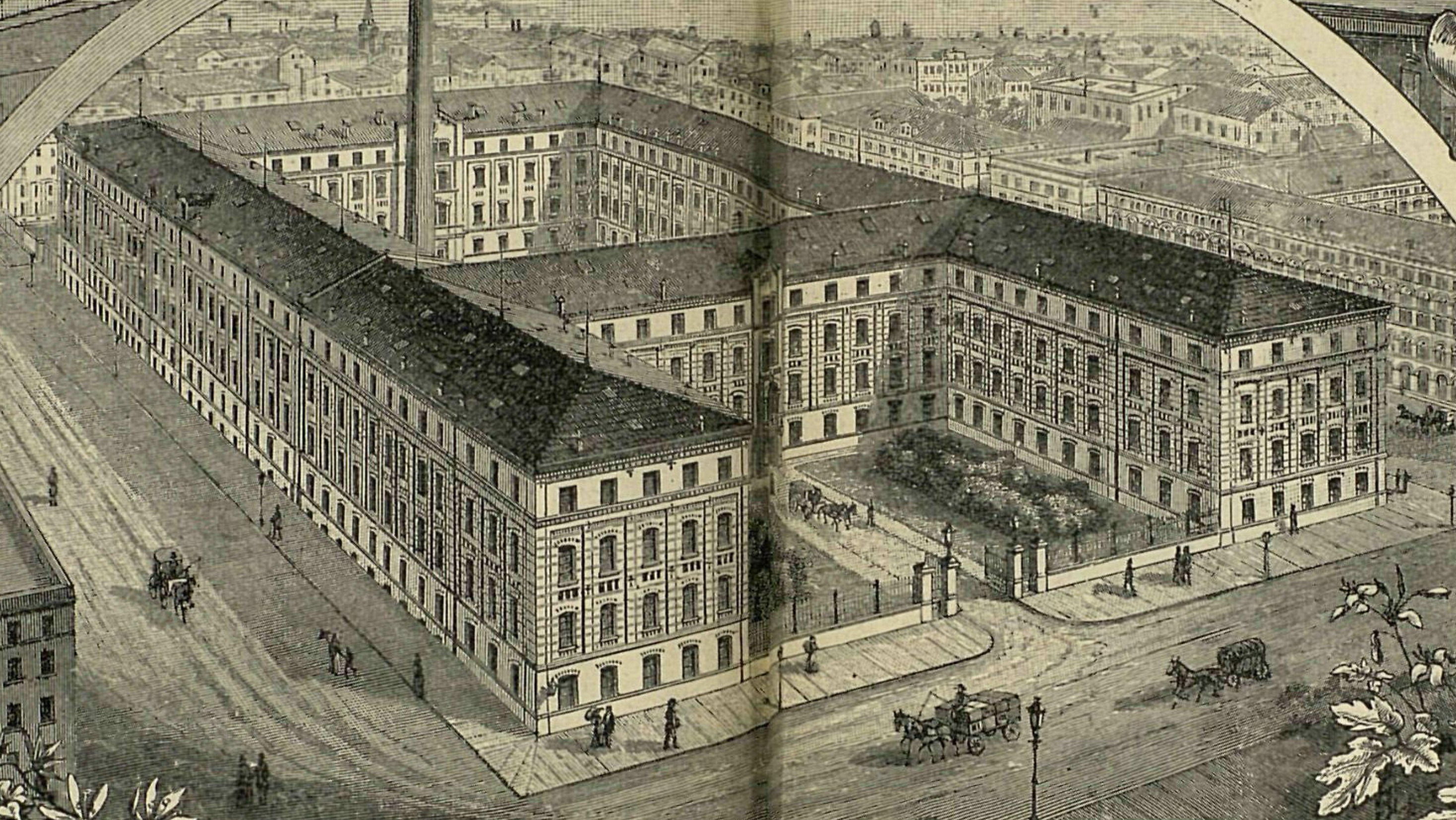
«Бібліографічний інститут» в Лейпцигу в кінці XIX ст. — поч.XX ст.

Видавництво «Бібліографічний інститут» (нім. Bibliographisches Institut) — видавництво, засноване Йозефом Меєром в 1826 р. у Готі. В 1828 р. видавництво перенесено у Гільдбурггаузен.
З «Бібліографічним інститутом» тісно співпрацював видатний німецький картограф Карл Крістіан Франц Радефельд
«Бібліографічний інститут» від початку набув гучної популярності завдяки новим у той час методами підписки на книги та видання випусками. Видавництво випускало збірники німецьких, грецьких і римських класиків, збірки книг з історичних та природничих наук, карти, атласи, гравюри та ін. У 1856 р. Герман-Юліус Меєр, син Йозефа Меєра, став завідувачем «Бібліографічним інститутом». В 1874 р. «Бібліографічний інститут» був перенесений в Лейпциг.
1915 р. «Бібліографічний інститут» був перетворений в акціонерне товариство. В роки правління Гітлера «Бібліографічний інститут» став на шлях прославляння націонал-соціалізму. Восьме видання «Великого енциклопедичного словника», перерване на дев'ятому томі в 1942 р., мало відверто фашистський характер. Після перемоги над фашизмом в 1945 році «Бібліографічний інститут» був ліквідований як акціонерне товариство. 1946 р. він був відновлений в НДР як народне підприємство. В 1953 році «Бібліографічний інститут» засновують в Мангеймі (ФРН) як акціонерне товариство. В 1984 р. відбулось об'єднання «Бібліографічного інституту» з «F. A. Brockhaus» у спільне підприємство «Bibliographisches Institut & F. A. Brockhaus», яке в 1988 р. увійшло до складу видавничої групи «Лангеншайдт».